# Malsjön (Vankiva socken, Skåne)
Malsjön ligger i Mala och är en sjö i Hässleholms kommun i Skåne och ingår i Helge ås huvudavrinningsområde. Sjön har en area på 0,0534 kvadratkilometer och ligger 72,2 meter över havet.

## Delavrinningsområde
Malsjön ingår i det delavrinningsområde (623851-137437) som SMHI kallar för Mynnar i Farstorpsån. Medelhöjden är 88 meter över havet och ytan är 52,01 kvadratkilometer. Det finns inga avrinningsområden uppströms utan avrinningsområdet är högsta punkten. Fredskogsån som avvattnar avrinningsområdet har biflödesordning 4, vilket innebär att vattnet flödar genom totalt 4 vattendrag innan det når havet efter 86 kilometer. Avrinningsområdet består mestadels av skog (55 %) och jordbruk (18 %). Avrinningsområdet har 0,85 kvadratkilometer vattenytor vilket ger det en sjöprocent på 1,6 %. Bebyggelsen i området täcker en yta av 4,79 kvadratkilometer eller 9 % av avrinningsområdet.